# Лагівський замок
Замок Іоаннітів у Лагові (пол. Zamek joannitów w Łagowie, нім. Johanniterburg Lagow) — замок,   розташований на півострові між озерами Лагув та Цеч у селі Лагув Свебодзінського повіту Любуського воєводства в Польщі.

## Історія
У другій половині XIII століття тут існувало прикордонне укріплення Асканіїв, що охороняло межу з Польщею. Коли кордон відсунувся далі на схід, замок був більше не потрібним і його передали родині фон Клепціг як лен. 
З 1350 року Лагув став власністю Ордену  кавалерів святого Йоана. 
Після 1351 року було побудовано новий замок, який складався з двох прямокутних областей приблизно однакового розміру. Головну замкову будівлю було побудовано у східній частині, а господарське подвір'я у західній частині. У 1357 році було згадано комтура з Лагова, а у 1372 році вперше названо ім'я комтура — Генріх фон Ведель.  
Коли замок Лагов у 1433 році опинився під загрозою нападу польсько-гуситських військ, комтур Бальтазар фон Шлібен вирішив перейти на сторону гуситів. У 1435 році комтуром Лагова був Ніколаус фон Колдіц, який до того був комтуром Темпельхофа. З 1449 по 1458 рік комтуром Лагова був Ліборіус фон Шлібен. У 1460, 1464 та 1467 роках замок слугував місцем зустрічі бранденбурзької ради для підготовки переговорів з Польщею. 
Із запровадженням Реформації у Ноймарку у 1538 році, йоаніти з Бейлівіка Бранденбурга також стали протестантами. Оскільки комтур тепер мав сім'ю, інтер’єри замка було перебудовано. Під час Тридцятилітньої війни, у 1640 році, замок здобули шведські війська. Після завершення війни замок опинився під владою Бранденбурга-Пруссії. 
У 1810 році королівським едиктом було розпущено Орден кавалерів святого Йоана, а його майно було секуляризоване. Після цього і аж до 1945 року замок перебував у приватній власності.  
У наш час замок належить гміні, тут розташовується готель, ресторан та конференц-зал. 

## Світлини

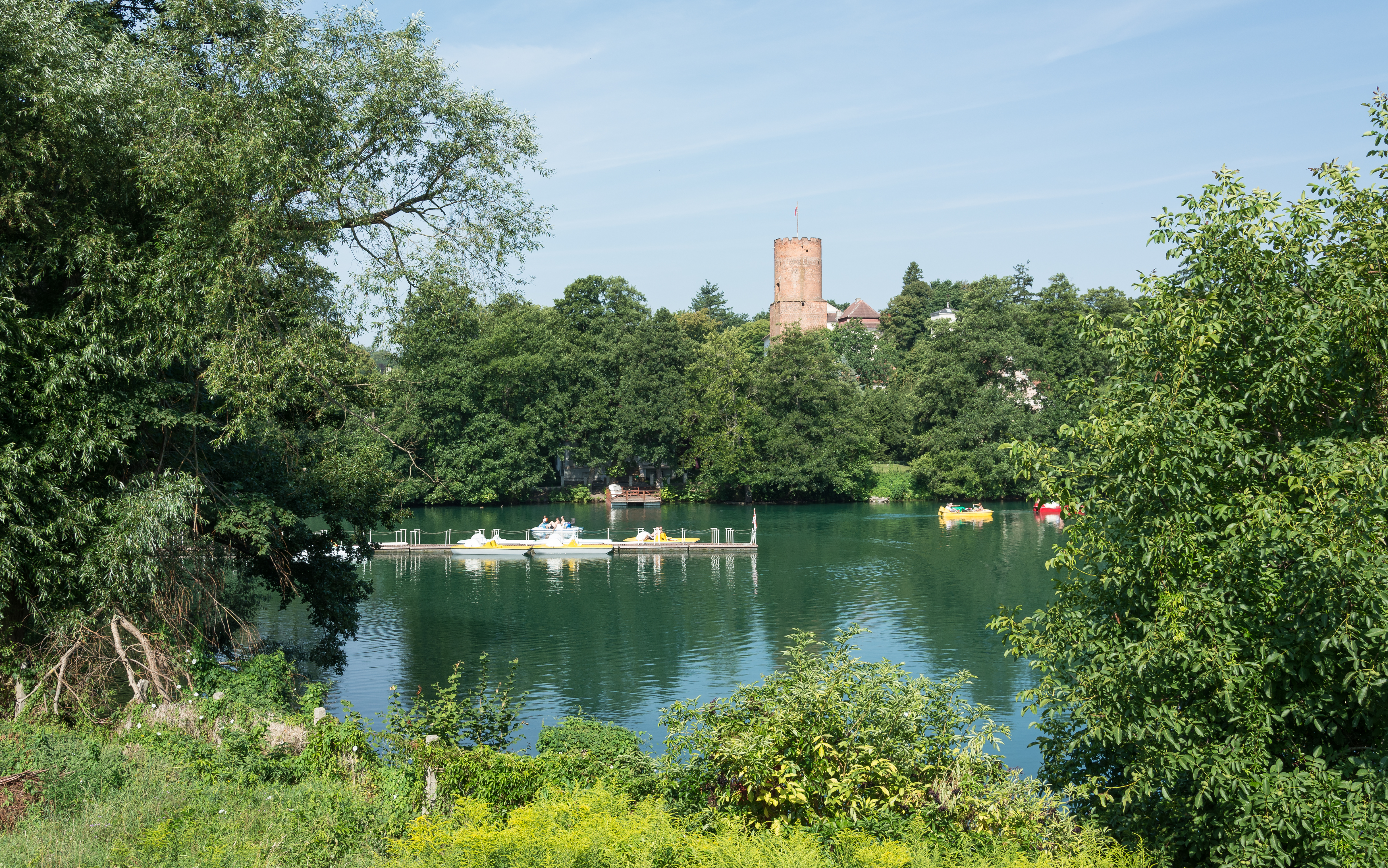
Замок та озеро Цеч
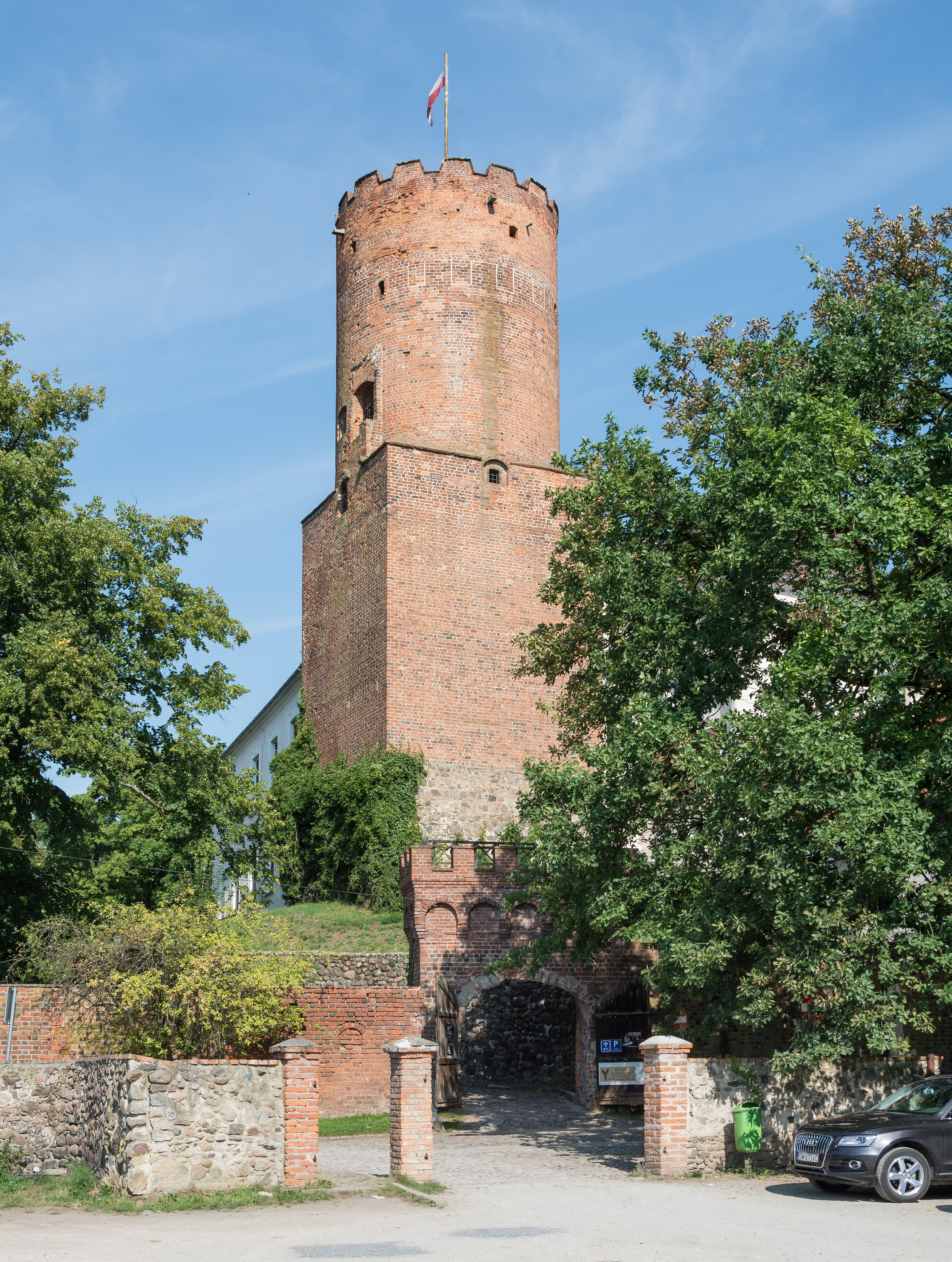
Вигляд замка зі сторони брами
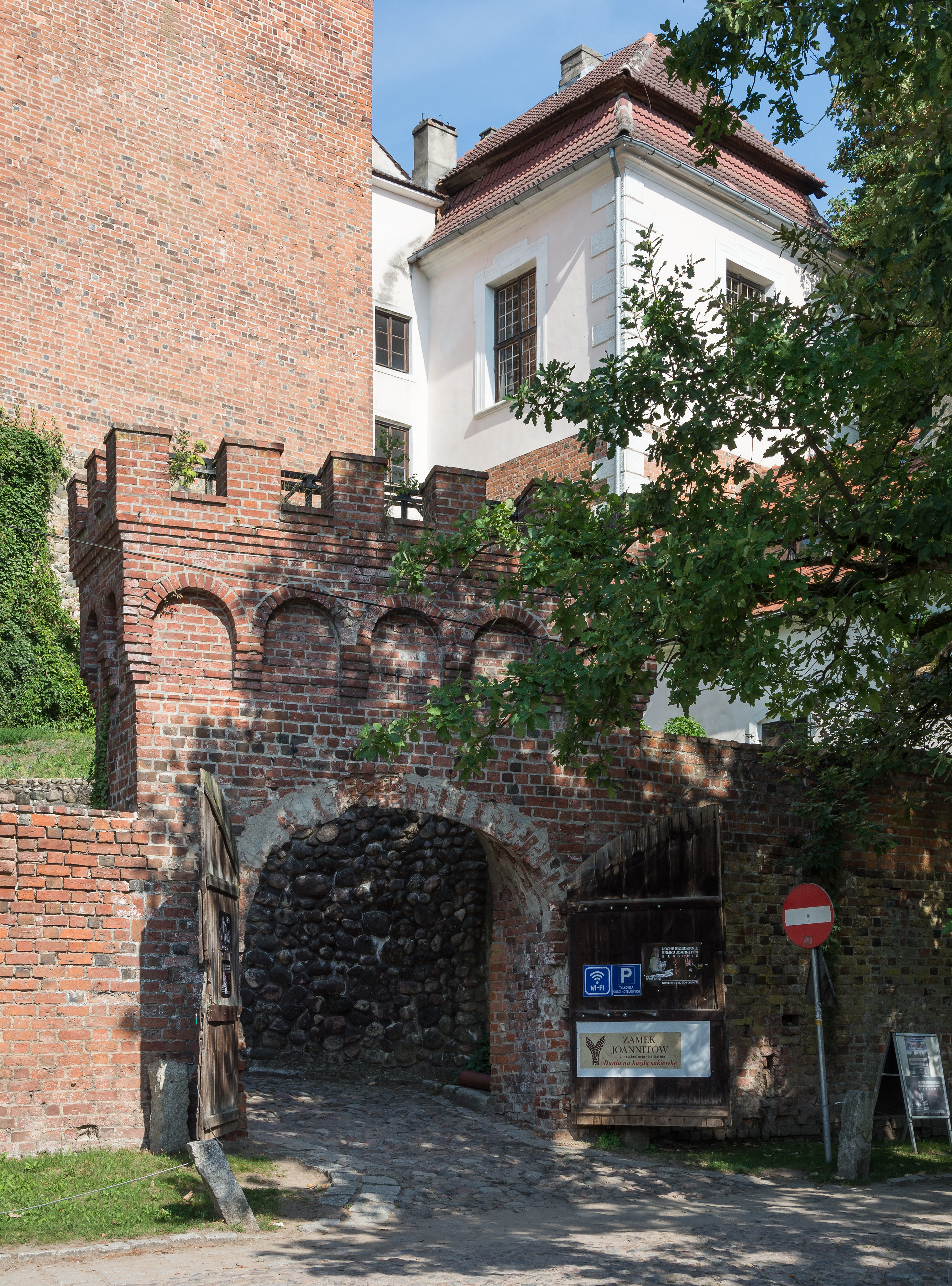
Брама
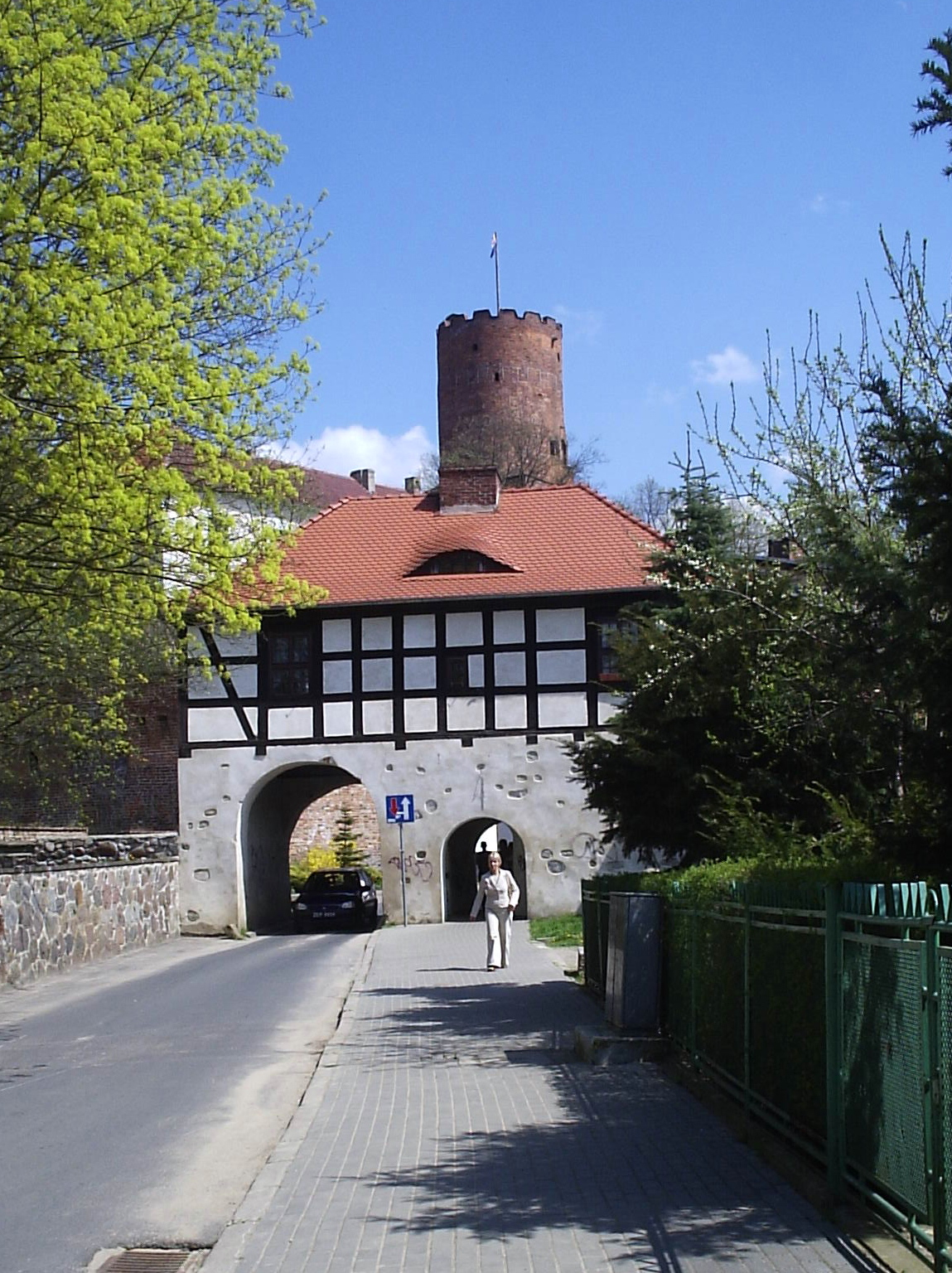
Мархійська брама
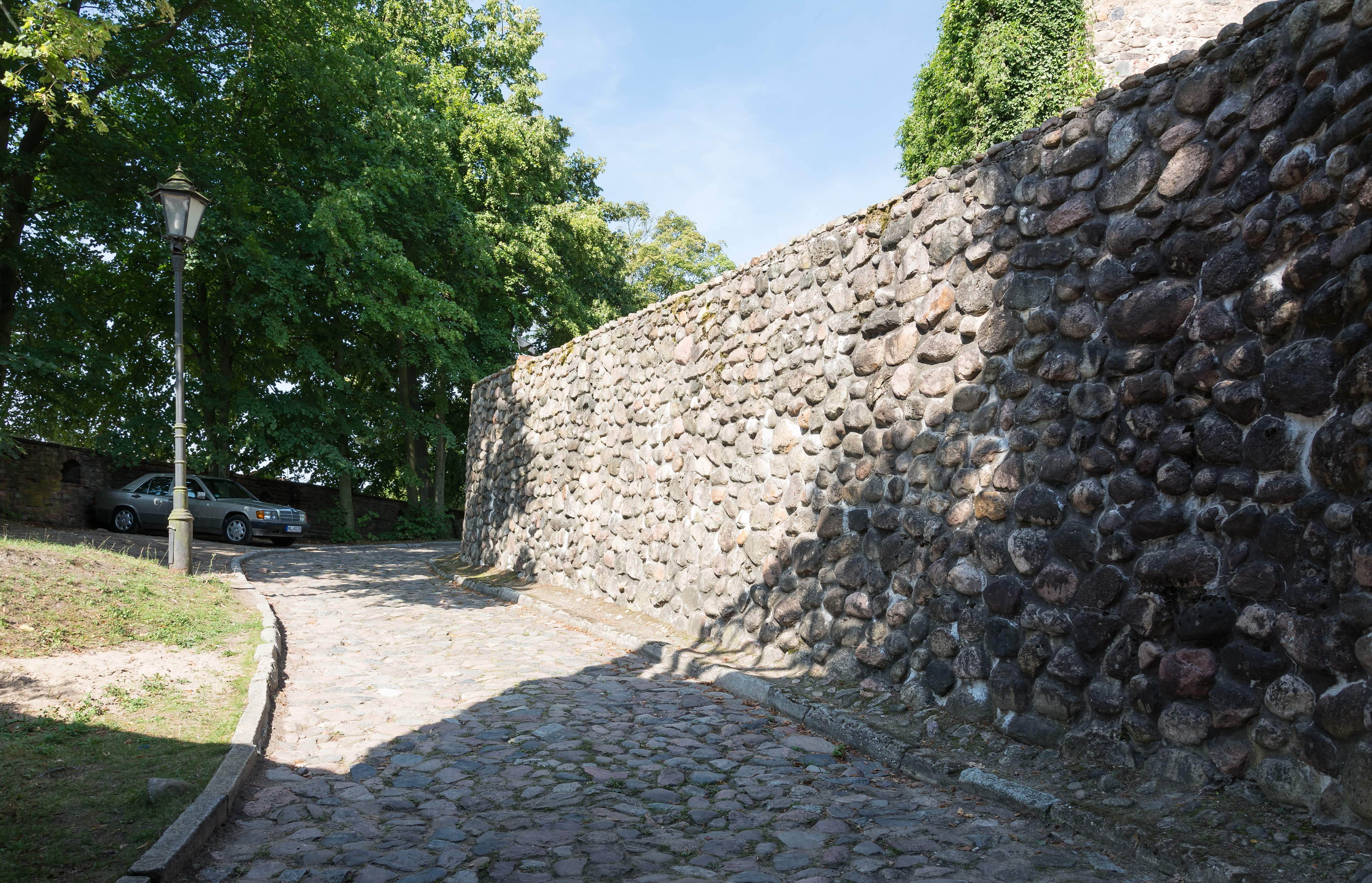
Оборонний мур